# Işıklı Gölü
Işıklı Gölü ist ein See in der westtürkischen Provinz Denizli.
Der ursprüngliche See wurde in den Jahren 1950–1953 zu Bewässerungszwecken künstlich aufgestaut.
Der See wird vom Großen Mäander durchflossen.
Die Wasserfläche beträgt 64 km² (nach anderen Angaben 49 km²), er ist damit der größte See der Provinz Denizli. Die Höhe liegt bei 816 m. Die durchschnittliche Tiefe beträgt 5 m und die tiefste Stelle 8 m. Der Süßwassersee liegt etwa 76 km nordöstlich der Provinzhauptstadt Denizli und 20 km südlich von Çivril.